# ياروسلاف تشرني
ياروسلاف تشرني (بالتشيكية: Jaroslav Černý)‏ من أشهر علماء الآثار المصرية في العالم. وُلد في 22 أغسطس 1898 في مدينة بيلزن بتشيكوسلوفاكيا. له العديد من المؤلفات في التاريخ المصري القديم. ألف كتاب الديانة المصرية القديمة (كتاب). وتُوفي في أكسفورد بإنجلترا في 29 مايو 1970.